# Ретка
Ретка (пол. Retka) — село в Польщі, у гміні Плоняви-Брамура Маковського повіту Мазовецького воєводства.
Населення — 150 осіб (2011).
У 1975-1998 роках село належало до Остроленцького воєводства.

## Демографія
Демографічна структура станом на 31 березня 2011 року:
|          | Загалом | Допрацездатний вік | Працездатний вік | Постпрацездатний вік |
| -------- | ------- | ------------------ | ---------------- | -------------------- |
| Чоловіки | 72      | 19                 | 46               | 7                    |
| Жінки    | 78      | 19                 | 41               | 18                   |
| Разом    | 150     | 38                 | 87               | 25                   |